# Artur Hofmann
Artur Hofmann (* 24. Juni 1907 in Plauen; † 4. Mai 1987 in Berlin) war ein deutscher Politiker (KPD). Er war Mitglied der KPD-Initiativgruppe Ackermann und von 1949 bis 1952 sächsischer Innenminister, später unter anderem Hauptabteilungsleiter beim Ministerium für Staatssicherheit.

## Leben

### Von Plauen in die Sowjetunion
Artur Hofmann wurde 1907 als Sohn eines Bauschlossers in Plauen geboren. Nach dem Besuch der Volksschule erlernte er den Beruf des Maschinenschlossers. Nach Abschluss der Lehre arbeitete er in diesem Beruf in Thüringen, Bayern und im Ruhrgebiet.
Von 1927 bis 1929 ging er auf Wanderschaft, die ihn über Holland, Österreich, die Slowakei, Ungarn und Jugoslawien schließlich nach Bulgarien führte. 1930 kehrte Hofmann nach Deutschland zurück und arbeitete bei Blohm & Voss in Hamburg. Wenig später wurde er jedoch arbeitslos. 1931 trat er in die KPD ein. Im März desselben Jahres gelangte Hofmann mit einem Faltboot von Kiel aus über Dänemark, Schweden und Finnland nach Kronstadt. Dort nahm er seine Tätigkeit als Maschinenschlosser wieder auf. Später verschlug es ihn an den Ural, wo er Brigadier im Hüttenwerk Nadeschdinsk war. Später wurde er Meister in einem Werk für Schwermaschinenbau in Swerdlowsk. 1938 wurde er Montageleiter im Hüttenkombinat Nischni Tagil und Tagilstroi, bevor er im Rahmen der Stalinschen Säuberungen verhaftet wurde und in Moskau elf Monate in U-Haft verbrachte.
In den Jahren 1943 und 1944 nahm Hofmann an einem Sonderlehrgang der KPD-Schule in Puschkino bei Moskau teil. Danach wurde er zunächst als Bevollmächtigter des Nationalkomitee Freies Deutschland (NKFD) im Kriegsgefangenenlager Uman in der Ukraine eingesetzt. Ab August 1944 war Hofmann Partisan und Leiter der Aufklärergruppe „Andreas Hofer“ in Polen. Im Frühjahr 1945 wurde er wahrscheinlich von Anton Ackermann nach Moskau zurückbeordert. Er wurde Mitglied der Initiativgruppe Ackermann und nahm an Schulungen teil, die ihn auf seinen Einsatz in Nachkriegsdeutschland vorbereiteten.

### Rückkehr nach Deutschland mit der „Gruppe Ackermann“
Nachdem schon Ackermann auf seiner Reise durch sächsische Städte zwischen dem 2. und 8. Mai Görlitz besucht hatte, gelangte auch Hofmann zusammen mit Herbert Oehler am 13. Mai nach Görlitz. Den Görlitzer Stadtvertretern wurden sie von der sowjetischen Kommandantur als „Vertreter der Freiheitsbewegung von General Seydlitz“ vorgestellt. Während Oehler damit begann, die städtische Polizei aufzubauen, war Hofmann zunächst das Bindeglied zwischen Stadtverwaltung und Kommandantur. Er kümmerte sich dabei in der ersten Zeit vor allem um die Rückgabe von beschlagnahmten Fabriken, Betrieben, Lebensmittellagern oder Viehbeständen durch die Besatzungstruppen. Außerdem nahm er zahlreiche Beschwerden der Görlitzer Bevölkerung auf, die sich gegen Vergewaltigungen und Plünderungen durch sowjetische und polnische Soldaten richteten. Bei den Beschwerden hatte Hofmann jedoch selten Erfolg, da ihm der Stadtkommandant die notwendige Unterstützung versagte.
Zwischen Mitte Mai und Anfang Juni 1945 reisten Hofmann und Oehler durch den Landkreis, um insgesamt 31 Gemeindevertretungen neu zu besetzen. Ebenso wurden Polizeistreifen auf dem Lande organisiert. Ab dem 16. Juni bis zum Oktober 1945 übernahm Hofmann das Amt des stellvertretenden Landrats des Landkreises Görlitz, zuständig unter anderem für Personalfragen.

### Funktionen in Sachsen
Im Oktober 1945 wurde Hofmann zum Leiter der Volkspolizei des Landes Sachsen ernannt. Am 2. Juli 1949 ernannte man ihn zum Innenminister der sächsischen Landesregierung unter Max Seydewitz. Auch im zweiten Kabinett Seydewitz hatte er bis zur Selbstauflösung der Länder im Juli 1952 das Amt des Innenministers inne. Anschließend übernahm er das Amt des stellvertretenden Vorsitzenden des neugeschaffenen Rates des Bezirkes Dresden.

### Im Dienste des MfS
Im Juli 1953 wechselte Hofmann zum Ministerium für Staatssicherheit (MfS) nach Berlin. Es ist zu vermuten, dass hierbei die Ereignisse um den 17. Juni 1953 eine Rolle spielten. Er wurde als Oberst eingestellt und übernahm Ende 1953 als Leiter die Hauptabteilung III, zuständig für die Volkswirtschaft.
Bedingt durch politische Ereignisse im Jahre 1956 beschloss das ZK der SED am 9. Februar 1957, wieder eine engere Bindung des MfS an die SED. In diesem Zuge wurde Hofmann im März 1957 als Offizier im besonderen Einsatz in der hauptamtlichen Funktion eines Sektorenleiters in die Abteilung für Sicherheitsfragen beim ZK der SED versetzt.
1960 erkrankte Hofmann schwer und wurde zeitweise invalidisiert. Nach überstandener Krankheit wurde er im Oktober 1960 der operative Stellvertreter des Leiters der Bezirksverwaltung Dresden des MfS. Hofmann wurde 1970 in den Ruhestand versetzt und lebte dann in Eichwalde.

## Auszeichnungen
- 1955 Vaterländischer Verdienstorden in Bronze und 1967 in Gold
- 1960 Orden Banner der Arbeit
- 1977 Ehrenspange zum Vaterländischen Verdienstorden in Gold
- 1982 Karl-Marx-Orden
- 1985 Medaille „40. Jahrestag des Sieges im Großen Vaterländischen Krieg 1941–1945“[2]